# Dugolančana-enoil-KoA hidrataza
Dugolančana-enoil-KoA hidrataza (EC 4.2.1.74, dugolančani enoil koenzim A hidrataza) je enzim sa sistematskim imenom dugolančana-(3S)-3-hidroksiacil-KoA hidrolijaza. Ovaj enzim katalizuje sledeću hemijsku reakciju
(3)-3-hidroksiacil-KoA {\displaystyle \rightleftharpoons } trans-2-enoil-KoA + H2O
Ovaj enzim deluje u reverznom smeru.

## Literatura
- Nicholas C. Price; Lewis Stevens (1999). Fundamentals of Enzymology: The Cell and Molecular Biology of Catalytic Proteins (Third изд.). USA: Oxford University Press. ISBN 019850229X.
- Eric J. Toone (2006). Advances in Enzymology and Related Areas of Molecular Biology, Protein Evolution (Volume 75 изд.). Wiley-Interscience. ISBN 0471205036.
- Branden C; Tooze J. Introduction to Protein Structure. New York, NY: Garland Publishing. ISBN 0-8153-2305-0.
- Irwin H. Segel. Enzyme Kinetics: Behavior and Analysis of Rapid Equilibrium and Steady-State Enzyme Systems (Book 44 изд.). Wiley Classics Library. ISBN 0471303097.

## Spoljašnje veze
- Long-chain-enoyl-CoA+hydratase на 